# 萊克敦鎮區 (明尼蘇達州卡弗縣)
萊克敦鎮區（英語：Laketown Township）是位於美國明尼蘇達州卡弗縣的一個行政鎮區。

## 地方資料
萊克敦鎮區的面積為78.70平方千米，當中陸地面積為71.70平方千米，而水域面積為7.00平方千米。根據2020年美國人口普查的數據，當地共有人口1966人，而人口密度為每平方千米24.98人。